# Wirtschaftsobjekt
Wirtschaftsobjekte sind in der Wirtschaftswissenschaft Güter und Forderungen. Komplementärbegriff sind die Wirtschaftssubjekte.

## Allgemeines
Güter setzen sich aus Real- und Nominalgütern zusammen. Realgüter wiederum teilt man in Sachgüter (etwa Waren, Commodities), Dienstleistungen (etwa Finanzdienstleistungen), öffentliche Güter und Faktorleistungen (etwa Arbeitsleistungen) ein. Zu den Nominalgütern gehören insbesondere Forderungen, die jede Art von Anspruch wie Kreditoren, Wertpapiere (Aktien und Anleihen), Bankguthaben oder Geld und Geldersatzmittel umfassen. Jede Forderung eines Wirtschaftssubjekts entspricht einer gleich hohen Verbindlichkeit eines anderen Wirtschaftssubjekts und umgekehrt.
Werner Sombart fasste die Lohnarbeiter („besitzlose Nurarbeiter“) 1927 noch als Wirtschaftsobjekte auf, während für ihn die Kapitalisten zu den Wirtschaftssubjekten gehörten. Heute rechnet man die Lohnarbeiter in der Volkswirtschaftslehre zu den Privathaushalten, die wiederum den Wirtschaftssubjekten angehören.

## Arten
Kombiniert man die einzelnen Wirtschaftsobjekte miteinander, ergeben sich folgende ökonomischen Transaktionsformen:
| Leistung Gegenleistung | Gut                    | Forderung                                                        |
| ---------------------- | ---------------------- | ---------------------------------------------------------------- |
| Gut                    | Realtausch             | Güterkauf/Güterverkauf                                           |
| Forderung              | Güterkauf/Güterverkauf | Forderungskauf/Forderungsverkauf (Forfaitierung/Schuldübernahme) |
| ohne Gegenleistung     | Realtransfer           | Forderungstransfer                                               |

Als Geschäfte gelten hierin diejenigen Transaktionen, die mit einer angemessenen ökonomischen Gegenleistung verbunden sind, also Güterkauf/Güterverkauf aufgrund eines Kaufvertrags durch Zahlung des Kaufpreises und Lieferung der Ware, Realtausch (Tauschhandel) und Forfaitierung/Schuldübernahme. Realtransfer (etwa die Schenkung) und Forderungstransfer (beispielsweise Steuerzahlung, Sozialhilfe, Reparationen) sind einseitige Transaktionen, denen keine ökonomische Gegenleistung gegenübersteht.

## Wirtschaftskreislauf
Der Wirtschaftskreislauf wird in einer Volkswirtschaft dadurch in Gang gebracht, dass Wirtschaftssubjekte miteinander auf Märkten sich als Marktteilnehmer gegenüberstehen und Wirtschaftsobjekte durch Kauf-, Miet-, Pacht-, Leasingvertrag oder sonst wie tauschen. Die Wirtschaftsobjekte werden dabei von den Wirtschaftssubjekten produziert, weiterverarbeitet oder gehandelt. Dieser Wirtschaftskreislauf erschöpft sich jedoch nicht in diesen Transaktionen mit ökonomischer Gegenleistung, sondern auch die Real- und Forderungstransfers (Transferleistungen) sind integraler Bestandteil des Wirtschaftskreislaufs. Aus dieser Perspektive ist der Wirtschaftskreislauf die Gesamtheit aller ökonomischen Transaktionen, bei denen Wirtschaftsobjekte mit oder ohne Gegenleistung von einem Wirtschaftssubjekt auf ein anderes übergehen.